# Pseudosimnia pyrifera
Pseudosimnia pyrifera är en snäckart som beskrevs av Ten Cate 1973. Pseudosimnia pyrifera ingår i släktet Pseudosimnia och familjen Ovulidae. Inga underarter finns listade i Catalogue of Life.